# Hassaku

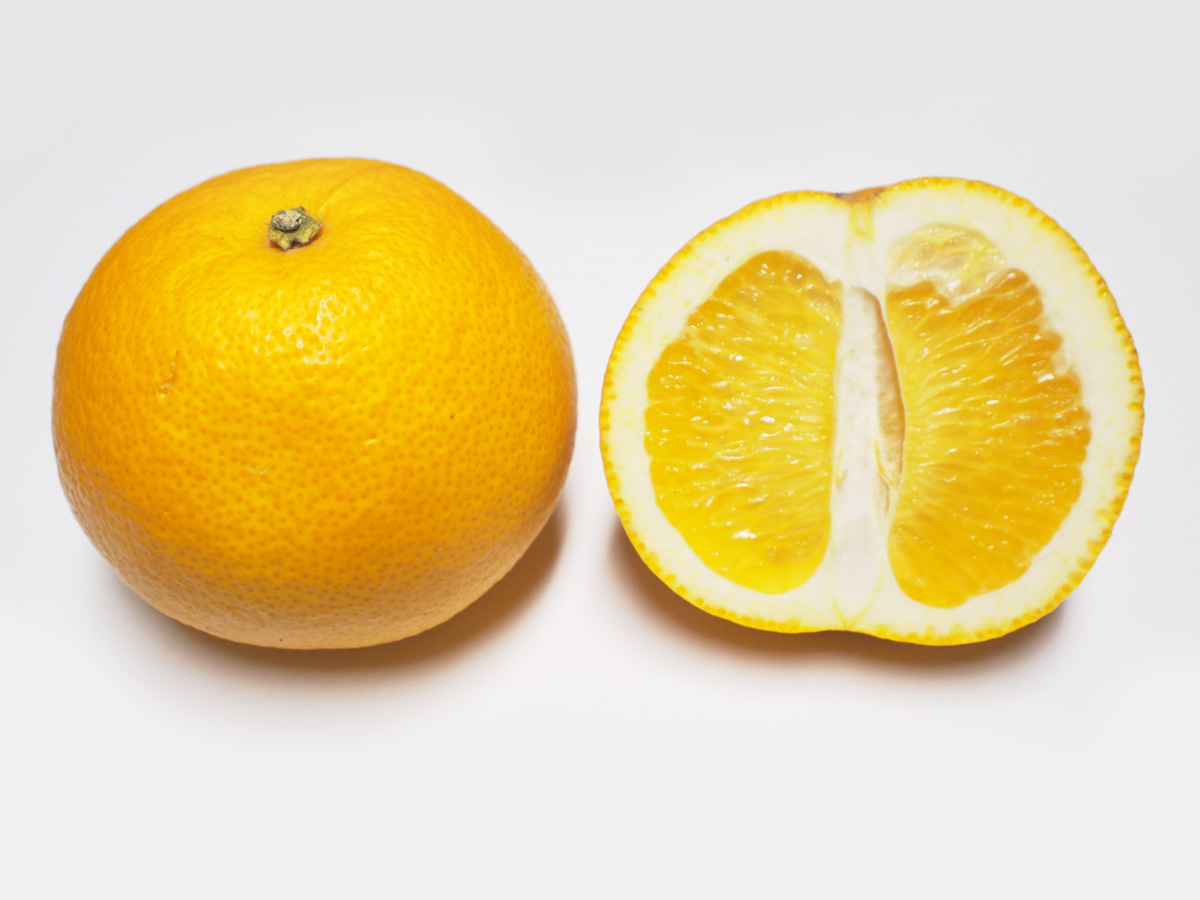
Hassakufrucht ganz und aufgeschnitten

Die Hassaku-Apfelsine (jap. 八朔, hassaku) ist eine Zitruspflanze (Citrus), die praktisch ausschließlich in Japan angebaut und verzehrt wird.

## Beschreibung
Die Hassaku-Frucht wächst an einem immergrünen Baum, der für eine Zitruspflanze recht schnellwüchsig ist und groß wird. Die Äste weisen aufwärts und sind nur selten mit Dornen besetzt. Die großen Blätter ähneln denen der Pampelmuse (Citrus maxima), der Blattstiel ist aber nicht so sehr verbreitert.
Die Frucht (ein Hesperidium) hat einen Durchmesser von neun bis zehn Zentimeter und ähnelt von außen einer größeren Mandarine (Citrus reticulata). Ihre Form ist rund, an beiden Enden etwas abgeplattet. Die äußere Schicht der Schale (Exokarp, Flavedo) ist bei der Reife gelb-orange und rau gekörnt. Die darunter liegende weiße Schicht (Mesokarp, Albedo) ist recht dick und mit dem Innern der Frucht verwachsen, so dass sich die Hassaku nicht so leicht schälen lässt wie eine Mandarine. Das hellgelbe Fruchtfleisch ist fest und in zahlreiche Segmente unterteilt. Die Samen enthalten nur einen Embryo.
Sie schmeckt frisch süß, allerdings gleichzeitig auch relativ (zitronen-)sauer, wie eine Mischung aus Orange, Mandarine mit einem Spritzer Zitrone.

## Herkunft
Sie entstand 1860 als zufällige Züchtung in einem Tempel der westjapanischen Stadt Innoshima (heute: Onomichi) durch Kreuzung von Pampelmuse (Citrus maxima) und vermutlich Mandarine (Citrus reticulata). Damit hätte sie dieselbe Abstammung wie beispielsweise die Orange und entsprechend auch denselben wissenschaftlichen Namen Citrus × aurantium. Ein Synonym ist Citrus hassaku hort. ex Tanaka.
Da ihr Anbau wenig Pflege benötigt, verbreitete sie sich ausgehend von Pflanzungen in der Provinz Wakayama seit etwa 1925 im ganzen Land. Ihr Name ist von einem Datum hergeleitet: Die Kanji 八朔 Hassaku bezeichnen den ersten Tag des achten Monats  im alten japanischen Mondkalender (heute zirka Anfang September), welches traditionell als der früheste Zeitpunkt angesehen wird, ab dem Hassakus genießbar sind. Hassakus werden bis Ende Dezember geerntet und vor allem im Winter angeboten und verzehrt.